# 21407 Джесікабейкер
21407 Джесікабейкер (21407 Jessicabaker) — астероїд головного поясу, відкритий 20 березня 1998 року.
Тіссеранів параметр щодо Юпітера — 3,275.